# Mike, the Miser
Mike, the Miser è un cortometraggio muto del 1911 sceneggiato e diretto da Bannister Merwin.

## Produzione
Il film fu prodotto dalla Edison Manufacturing Company.

## Distribuzione
Distribuito dalla General Film Company, il film - un cortometraggio in una bobina - uscì nelle sale cinematografiche statunitensi il 20 gennaio 1911. Copia della pellicola viene conservata all'UCLA Film and Television Archive.